# Everything I'm Not
«Everything I'm Not» es una canción interpretada por el dúo australiano de pop rock The Veronicas, fue promocionada a fines de 2005 como el segundo sencillo de su debut discográfico The Secret Life Of.... El sencillo fue lanzado durante noviembre de 2005 en Australia, país en donde vendió más de 35 000 copias y fue certificado por la ARIA como disco de oro, alcanzando el #7 en los charts oficiales. Originalmente, también sería el segundo sencillo oficial en Estados Unidos, pero Sire, la casa discográfica, decidió lanzar "When It All Falls Apart" como segundo sencillo en este país. Hay expectativas de que "Everything I'm Not" será el tercer sencillo en Estados Unidos porque el video musical puede ser visto en el sitio oficial de Billboard.

## Información de la canción
Diferente a la mayoría de las canciones del álbum, coescritas por ambas integrantes, Lisa y Jess Origliasso, en esta canción sólo colaboró Lisa, junto a tres famosos compositores de éxitos pop: Max Martin, Rami Yacoub y Lukasz Gottwald, quienes también se encargaron de la producción. La canción se refiere a las relaciones enfermizas que se dan cuando alguien no acepta a su pareja como es. La letra describe la frustrante situación que vive una chica, cuando el hombre que ama no la acepta e intenta cambiarla, haciendo que ella pierda su personalidad. La canción se llama "Everything I'm Not" porque cuando ella se da cuenta de las intenciones de su novio, decide alejarse de él, pues la mujer que él quiere, es todo lo que ella no es. "Everything I'm not" significa literalmente "Todo yo no soy", aunque la traducción más adecuada al español, sería "Todo lo que yo no soy".

## Información del video
Fue dirigido por Robert Hales, quién también trabajó en algunos videoclips de Jet, The Donnas, Nine Inch Nails, entre otros más. En el video, Lisa y Jess cantan junto a su banda en un garaje abandonado; deciden robar el auto del exnovio mentiroso, para arruinarlo con grafitis insultantes y chorros de pintura. Mientras cantan y destrozan el coche, toman venganza y captan todo con una cámara, simultáneamente envían el video al dueño del auto, quien se supone fue novio de alguna de las dos. Resulta algo curioso que el video de Everything I'm Not ha hecho creer que la canción va dirigida a Ryan Cabrera, exnovio de Lisa Origliasso en la vida real. Puesto que en el video mismo, en uno de los mensajes vengativos que envían a su exnovio se puede leer la frase "Hello Ryan", si bien el actor que interpreta este personaje no tiene ningún parecido físico con el cantante, este hecho ha incitando a la especulación.

## Lista de canciones
- Sencillo en CD

1. «Everything I'm Not» 3:22
2. «4ever» [Claude le Gache Extended Vocal] 7:17
3. «4ever» [Mac Quayle Break Mix] 7:20

- Promo Maxi Single: EUA

1. «Everything I'm Not» [Jason Nevins Extended Mix] 6:11
2. «Everything I'm Not» [Jason Nevins Remix Edit] 3:11
3. «Everything I'm Not» [Jason Nevins Electromagnetic Dub] 6:12
4. «Everything I'm Not» [Claude le Gache Club Mix] 7:09
5. «Everything I'm Not» [Claude le Gache Edit] 3:59
6. «Everything I'm Not» [Claude le Gache Mixshow] 6:01
7. «Everything I'm Not» [Eddie Baez Mix] 8:59

## Posiciones en las listas
| Año  | Lista                          | Máxima Posición |
| ---- | ------------------------------ | --------------- |
| 2005 | Australian ARIA Top 50 Singles | 7               |
|      |                                |                 |
| 2006 | Australian TRL Top 10          | 1               |
| 2006 | New Zealand Top 50 Singles     | 10              |
| 2006 | World Singles Official Top 100 | 93              |